# 新元鹿之助
新元 鹿之助（にいもと しかのすけ、1870年9月20日（明治3年8月25日）- 1949年（昭和24年）3月8日）は、日本の鉄道技師、土木技術者、歌人。台湾総督府鉄道部長。旧姓・福崎、号・松園。

## 経歴
薩摩国鹿児島郡、のちの鹿児島県鹿児島市で、福崎市兵衛の二男として生まれ、新元正兵衛の養子となる。鹿児島高等中学造士館予科、第一高等中学校本科から1895年（明治28年）7月、帝国大学工科大学土木工学科を卒業した。
逓信省に入省して鉄道作業局技手に任官し、のち技師として福島県、静岡県などの保線事務所に勤務して鉄道建設、改良工事に従事した。1897年（明治30年）4月、台湾総督府に転じ、一貫して鉄道技師として台湾での鉄道改良、建設のため測量、建設、改良などに尽力した。1908年（明治41年）4月に台湾縦貫鉄道が全通したのちは、台湾東部の1910年（明治43年）5月、花蓮港出張所長となり台東線を担当し、次いで阿里山作業所長として阿里山森林鉄道の建設に従事した。営業課長、運輸課長を歴任し、1919年（大正8年）3月、台湾総督府鉄道部長に就任した。そして1924年（大正13年）12月に鉄道部が交通局に組織変更されたのを機会に退官した。
また、1912年（明治45年）3月に創立したジャパン・ツーリスト・ビューロー（現日本交通公社）の育成にも尽力した。晩年は和歌の創作に取り組み、帝国鉄道協会に「まがね会」を主宰し死去するまで短歌の指導に当たった。

## 履歴
- 1895年（明治28年）
  - 10月3日　逓信省鉄道技手に任命され福島出張所勤務となる。[7]
- 1896年（明治29年）
  - 5月5日 工務課静岡保線事務所勤務となる。[7]
  - 5月20日 逓信省鉄道技師に任命される。[1][2][8]
- 1897年（明治30年）
  - 4月6日 台湾民政部鉄道技師となる。[2][7]
  - 6月10日 民政局通信部臨時鐵道掛技術監督となる。[7][9]
  - 6月22日 民政局通信部鉄道課勤務となる。[10]
  - 6月30日 台湾総督府民政局技師に任命される。[11]
  - 11月14日 台湾総督府技師となる。[12][13]
- 1898年（明治31年）
  - 3月9日 総督から台湾縦貫鉄道線路踏査を命じられる。[14]
- 1899年（明治32年）
  - 5月16日 小山保政が鉄道敷設部技師が転じ、後任の鉄道掛長兼鉄道敷設部技師となる。[15][16]
  - 7月16日 基隆台北間改良線主任となる。[7]
  - 8月18日 鉄道掛長を免ぜられる。[17]
  - 9月26日 小山保政死去のため、後任の打狗出張所長となる。[7][16][18]
  - 11月8日 臨時台湾鉄道敷設部廃止され、台湾総督府鉄道部技師打狗出張所長となる。[19]
- 1903年（明治36年）3月19日　欧米各国に差遣わしを命ぜられ出張する。[20](6月27日出発 37年8月26日帰任)[21]
- 1904年（明治37年）8月27日 打狗出張所長を命ぜられる。[7]
- 1905年（明治38年）
  - 11月18日 工務課長となる。兼任で工務課設計掛長事務取扱、営繕掛長事務取扱を命ぜられる。[7]
- 1907年（明治40年）
  - 2月1日 台湾縦貫鉄道開通式にあたり、開通式委員を命ぜられる。[7]
  - 1月9日 監督課長兼務を命ぜられる。[7]。
  - 5月7日 工務課営繕掛長事務取扱を免ぜられる。[7]
- 1908年(明治41年)
  - 11月20日　工務課設計掛長事務取扱を免ぜられる。[7]
- 1910年（明治43年）
  - 5月18日 花蓮港出張所長兼務を命ぜられる。[2][7]　
  - 7月20日 阿里山作業所技師兼任を命ぜられる。[7][22]
- 1911年（明治44年）
- 6月17日 阿里山作業所長の事務取扱を命ぜられる。[7][23]
  - 7月2日 監督課長兼務を命じられる。[7]
- 1912年3月 ジャパン・ツーリストビューロー創立に際して理事に選任される。[2][24]
- 1913年（大正2年）
  - 4月1日 阿里山作業所長事務取扱を免ぜられる。[25]後任には台湾総督府殖産局長高田元治郎が任命される。
  - 6月4日 工務課長および兼務の監督課長、花蓮出張所長を免ぜられ、営業課長となる。[7]
- 1915年（大正4年）2月27日　兼務の阿里山作業所技師を免ぜられる。[7][26]
- 大正6年10月19日　鉄道部現業員教習所長を命じられる。[7]
- 1919年（大正8年）3月10日　台湾総督府鉄道部長となる。[27]
- 1924年（大正13年）12月28日　鉄道部が交通局に再編された機会に退職する。[28]

## 栄典
位階
- 従七位　1896年（明治29年）6月30日[29]
- 正七位　1898年（明治31年）3月21日[30]
- 従六位　1900年（明治33年）2月10日[31]
- 正六位　1902年（明治35年）7月16日[32]
- 従五位　1904年（明治37年）11月30日[33]
- 正五位　1909年（明治42年）7月20日[34]
- 従四位　1914年（大正3年）8月20日[35]
- 正四位　1919年（大正8年）9月10日[36]
- 従三位　1924年（大正13年）12月1日[37]
- 正三位　1925年（大正14年）1月22日[38]

勲等
- 勲四等瑞宝章　1907年（明治40年）4月1日[39]
- 勲三等瑞宝章　1911年（明治44年）12月26日[40]
- 勲二等瑞宝章　1919年（大正8年）12月25日[41]
- 勲二等旭日重光章　1925年（大正14年）8月3日[42]

褒賞
- 木杯一組 1914年（大正3年）8月10日[43]
- 大礼記念章 1915年(大正4年)11月10日[7]

## 著作
- 「北海道視察談」『帝国鉄道協会会報』第17巻 帝国鉄道協会、1915年。
- 編『松園社歌集 初篇』新元鹿之助、1941年。

## 親族
- 田健治郎(妻の姉が健治郎の妻)[3][44]
- 山崎四男六(妻の妹が四男六の妻)[3][45]